# Schloss Bullachberg

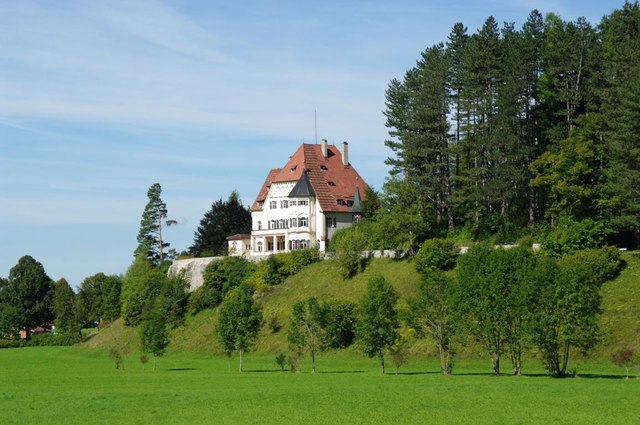
Schloss Bullachberg

Schloss Bullachberg ist ein stattliches Landhaus auf der gleichnamigen Erhebung in der bayerisch-schwäbischen Gemeinde Schwangau. Das Schloss ist in Privatbesitz und nicht öffentlich zugänglich. 

## Lage

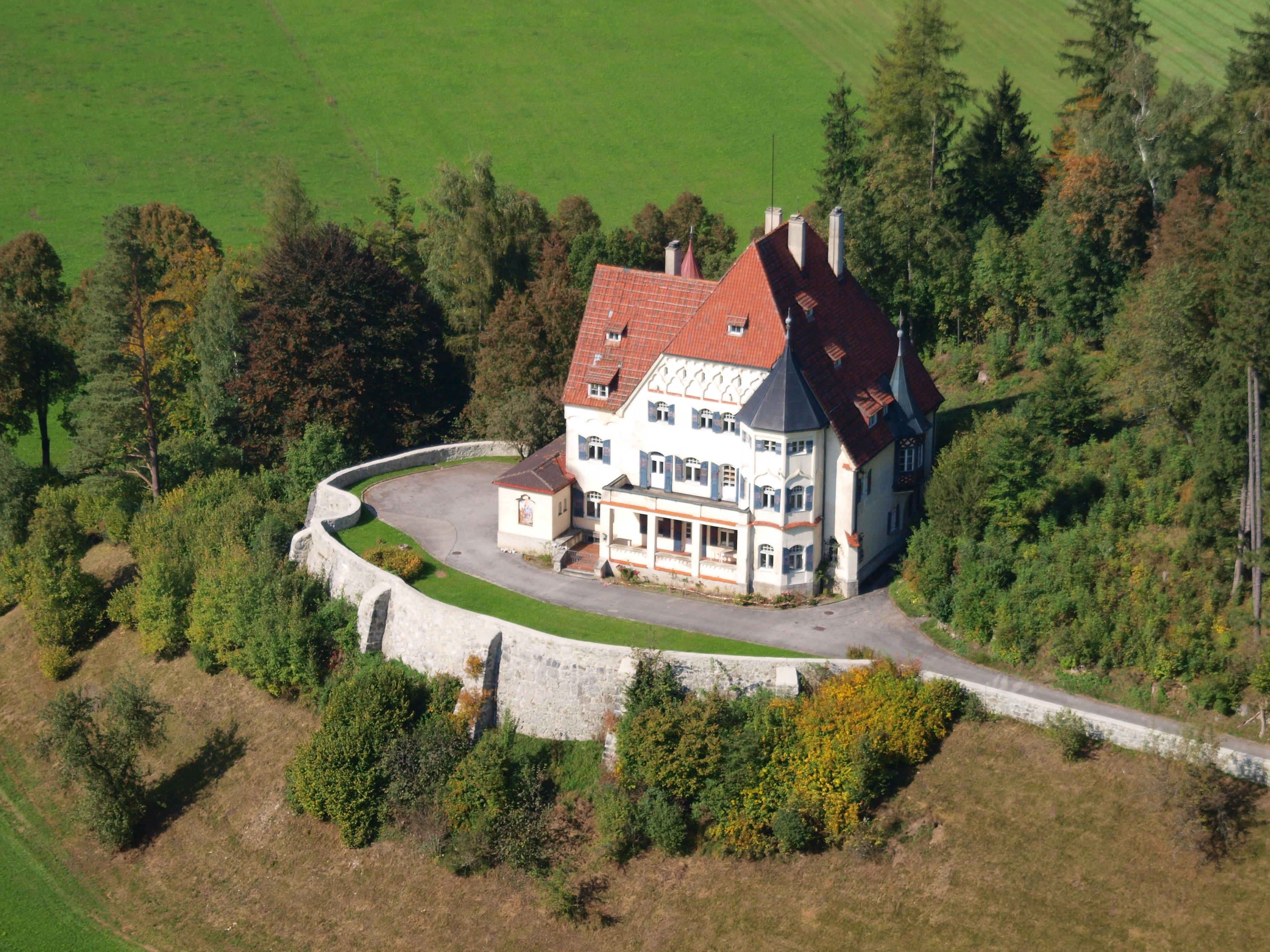
Luftaufnahme aus südlicher Richtung

Der Bullachberg ist ein in der letzten Eiszeit durch den Lechgletscher geformter Rundhöcker. Er gehört zum Dorf Alterschrofen und liegt in der Ebene zwischen den Dörfern Schwangau und Hohenschwangau mit den beiden Königsschlössern Neuschwanstein und Hohenschwangau. Schloss Bullachberg hat die Adresse Bullachbergweg 34.

## Geschichte
In den 1840er Jahren ließ Kronprinz Maximilian eine „Vogelhütte“ auf dem Bullachberg errichten, wobei Mauerreste zum Vorschein kamen, die auf eine frühere Bebauung hinwiesen. 1954 konnte der Heimatforscher Richard Knussert bei einer kleinen Grabung außer der Existenz eines Plateaus mit nach Norden abfallender Kante keine weiteren Erkenntnisse gewinnen.
Das heutige Schloss Bullachberg wurde 1907 für den Münchner Unternehmer Emil Papenhagen erbaut. Architekt war Eugen Drollinger, der auch am Bau von Schloss Neuschwanstein beteiligt war. 1928 erwarb Raphael Rainer von Thurn und Taxis das Schloss und wohnte dort mit seiner Familie bis zu seinem Tod 1993. In der Folgezeit stand das Schloss mehrere Jahre leer.
Ab 1996 existierte am Bullachberg einige Jahre lang die Sport Thurn und Taxis Holding Bullachberg, eine Golf-Akademie mit Driving Range und Kurzbahnen. 2002 wurde zu Füßen des Bullachbergs nach mehrjähriger politischer Auseinandersetzung das Baurecht für ein kleines Luxushotel erteilt. Der Neubau sollte als Erweiterung für bereits vorhandene Gutsgebäude entstehen. Das von den Erben von Prinz Raphael geplante Vorhaben konnte jedoch nicht umgesetzt werden. 2006 erwarb die Porsche AG das Anwesen für 6 Millionen Euro, um das Projekt zu realisieren, stellte es jedoch 2011 wieder zum Verkauf.
2012 kaufte Elisabeth von Elmenau das Anwesen. Sie betrieb dort eine ökologische Landwirtschaft sowie Ferienwohnungen und Gästezimmer im Schloss. Außerdem wurden ab 2014 auf dem Schloss standesamtliche Trauungen, Theateraufführungen und Veranstaltungen ausgerichtet. Für die Restaurierung des Schlosses wurde Elisabeth von Elmenau 2017 mit dem Denkmalpreis der Hypo-Kulturstiftung ausgezeichnet, 2020 gehörte sie zu den Preisträgern des Denkmalschutzpreises des Landkreises Ostallgäu.
Im Februar 2024 wurde das Schloss vom Wittelsbacher Ausgleichsfonds erworben, der in Hohenschwangau unter anderem das Schloss Hohenschwangau, das Museum der bayerischen Könige, einen Hotelbetrieb und landwirtschaftliche Flächen besitzt. Im Mai 2024 wurde das Schloss von Luitpold Prinz von Bayern als Wohnsitz angemietet.

## Architektur
Das Gebäude ist stark gegliedert und stilistisch an den Jugendstil angelehnt. Der Grundriss misst etwa 20 mal 15 Meter. Das Schloss hat 19 Räume auf insgesamt sechs Ebenen, eine Gesamtfläche von 1300 Quadratmetern, davon 900 Quadratmeter Wohnfläche. Das Gebäude besteht aus einem fast quadratischen Kubus mit steilem Schopfwalmdach, einem nach Westen vorspringenden Querhaus und einem Rundturm an der Nordwestecke.
Die Westseite ist die Schauseite des Schlosses. Sie besitzt einen Risalit mit Treppengiebel und einen ebenerdigen Vorbau mit flachem Dach und Glockenreiter. Im Vorbau befinden sich ein Windfang und eine Kapelle. Die Südfassade hat einen von Pfeilern getragenen Balkon, an der Südostecke einen achteckigen Fassadenturm und unterhalb des Schopfwalms gotisierendes Blendwerk. An der Ostfassade ist ein Erker mit achteckigem Spitzhelm. Die Nordfassade hat eine kleine Küchenterrasse mit Freitreppe und darüber ein dreiteiliges vorgezogenes Fenster zum Atelier.

## Sonstiges
Das Schloss war 2001 Drehort des Liebesfilms Das Schneeparadies.